# Regione Centrale (Ghana)
La Regione Centrale (in inglese Central Region) è una regione del Ghana. 
La capitale è Cape Coast. Situata nella parte meridionale del paese, confina con l'Ashanti e la Regione Orientale a nord, la Regione Occidentale a ovest, l'Oceano Atlantico (Golfo di Guinea) a sud e la Grande Accra a est.
La Regione Centrale è stata costituita nel 1970 scorporando il territorio dalla Regione Occidentale. Corrisponde all'area centrale della regione della Costa d'Oro di cui Oguaa, l'attuale Cape Coast, era il capoluogo amministrativo prima che questo venisse spostato ad Accra. Quest'area è anche la prima zona del Ghana ad entrare in contatto con gli europei, di questo periodo rimangono numerosi resti di fortificazioni lungo la costa, alcuni dei quali sono stati inclusi nella lista collettiva di "Forti e castelli, Volta, Grande Accra, Regione Centrale e Occidentale" incluso nel Patrimonio dell'umanità  dell'UNESCO.

## Distretti
La Regione Centrale è suddivisa in 22 distretti:
| Distretto                                           | Capoluogo         | Tipo                    |
| --------------------------------------------------- | ----------------- | ----------------------- |
| Distretto di Abura-Asebu-Kwamankese                 | Abura-Dunkwa      | Distretto ordinario     |
| Distretto di Agona Est                              | Nsaba             | Distretto ordinario     |
| Distretto municipale di Agona Ovest                 | Agona Swedru      | Distretto municipale    |
| Distretto di Ajumako-Enyan-Essiam                   | Ajumako           | Distretto ordinario     |
| Distretto di Asikuma-Odoben-Brakwa                  | Breman Asikuma    | Distretto ordinario     |
| Distretto municipale di Assin Centrale              | Assin Foso        | Distretto municipale    |
| Distretto di Assin Nord                             | Assin Bereku      | Distretto ordinario     |
| Distretto di Assin Sud                              | Nsuaem Kyekyewere | Distretto ordinario     |
| Distretto municipale di Awutu Senya Est             | Kasoa             | Distretto municipale    |
| Distretto di Awutu Senya Ovest                      | Awutu Breku       | Distretto ordinario     |
| Assemblea metropolitana di Cape Coast               | Cape Coast        | Distretto metropolitano |
| Distretto municipale di Effutu                      | Winneba           | Distretto municipale    |
| Distretto di Ekumfi                                 | Esakyir           | Distretto ordinario     |
| Distretto di Gomoa Centrale                         | Afransi           | Distretto ordinario     |
| Distretto di Gomoa Est                              | Potsin            | Distretto ordinario     |
| Distretto di Gomoa Ovest                            | Apam              | Distretto ordinario     |
| Distretto municipale di Komenda-Edina-Eguafo-Abirem | Elmina            | Distretto municipale    |
| Distretto municipale di Mfantseman                  | Saltpond          | Distretto municipale    |
| Distretto di Twifo-Ati Morkwa                       | Twifo Praso       | Distretto ordinario     |
| Distretto di Twifo-Heman-Denkyira Inferiore         | Hemang            | Distretto ordinario     |
| Distretto municipale di Denkyira Superiore Est      | Dunkwa-on-Offin   | Distretto municipale    |
| Distretto di Denkyira Superiore Ovest               | Diaso             | Distretto ordinario     |